# Per Svensson (politiker, född 1983)
Per Johan Klas Svensson, född 3 maj 1983 i Ås församling i Jönköpings län, är en svensk politiker (socialdemokrat). Han är kommunstyrelsens ordförande (kommunalråd) i Falkenbergs kommun från den 1 januari 2019.
Per Svensson är legitimerad gymnasielärare i samhällskunskap, historia och religionskunskap och har arbetat som högstadie- och gymnasielärare innan han anställdes vid Katrinebergs folkhögskola.
Svensson har varit kommunpolitiker sedan 2011 och oppositionsråd under en mandatperiod, 2015–2018. Efter valet 2018 leder han en ny blocköverskridande majoritet ”Framtid Falkenberg” (S, L, KD och MP).